# Alice Ming Wai Jim
Alice Ming Wai Jim (née en 1970) est historienne de l'art, commissaire indépendante et professeure.  Ses recherches portent sur l'art asiatique contemporain et l'art contemporain canadien d'origine asiatique, traitant principalement des relations entre culture et identité.

## Biographie
Alice Ming Wai Jim est une historienne de l'art canadienne. Elle obtient un baccalauréat en histoire de l'art de l'Université McGill, une maîtrise en histoire de l'art de l'Université Concordia (1996) et un doctorat de l'Université McGill (2004). Elle enseigne à l'Université Concordia à Montréal où elle est titulaire de la Chaire de recherche en histoire de l'art ethnoculturel.
Jim a été chargée de recherche au Centre d'études asiatiques et au Centre d'études de la mondialisation et des cultures de l'Université de Hong Kong. De 2003 à 2006, elle a occupé le poste de directrice du Centre international d'art contemporain asiatique de Vancouver, connu sous le nom de Centre A.
Avec Alexandra Chang, Jim est cofondatrice et corédactrice en chef de la Asian Diasporic Visual Cultures and the Americas (ADVA) (ISSN 2352-3085), une revue savante évaluée par les pairs qui présente des recherches multidisciplinaires à l'intersection de la culture visuelle et de l'étude des diasporas asiatiques à travers les Amériques.

## Expositions
En 2014, Jim a participé en tant qu'organisatrice de « Performing Asian / Americas: Converging Movements », à la neuvième Rencontre de l'Institut hémisphérique de la performance et de la politique, à Montréal, et en tant que directrice de l'atelier « Imaginaire interasiatique » pour les connexions interasiatiques IV, à Istanbul. En 2013, elle a dirigé Yam Lau: un monde est un modèle du monde à la Fonderie Darling, à Montréal.

## Publications
Elle a publié des essais, des catalogues d'expositions et des anthologies dont :
- Lauren Cornell et Ed Halter, Mass Effect : Art and the Internet in the Twenty-first Century, 2015, 494 p. (ISBN 978-0-262-33069-5, lire en ligne)
- Norman Jackson Ford, Alice Ming Wai Jim, Klaus Pamminger et Susanne Gamauf, Traversals, Hong Kong, MapBook Publishers, 2001 (ISBN 978-962-86040-2-9)
- Susan J Henders, Lily Cho et Alice Ming Wai Jim, Human rights and the arts : perspectives on global Asia, 2014 (ISBN 978-0-7391-8473-8)
- Lynda Jessup, Kirsty Robertson et Erin Morton, Negotiations in a vacant lot : studying the visual in Canada, 2014 (ISBN 978-0-7735-9637-5, lire en ligne)
- Alice Ming Wai Jim, Ayesha Hameed, Institut de recherche en art canadien Gail et Stephen A. Jarislowsky et FOFA Gallery, Rearranging desires : curating the Other within, Montréal, Gail & Stephen A. Jarislowsky Institut for Studies in Canadian Art : Faculty of Fine Arts Gallery, Concordia University, 2008, 44 p. (ISBN 978-0-88947-468-0)
- Alice Ming Wai Jim, Vancouver International Centre for Contemporary Asian Art, Centre A et Chinese Cultural Centre of Greater Vancouver, Redress express., Vancouver, Vancouver International Centre for Contemporary Asian Art, 2007 (ISBN 978-0-9732711-8-8)
- Alice Ming Wai Jim, Transculturalism in Asian Diasporic Art, Oxford, Oxford University Press, 1996
- Alice Ming Wai Jim, Patrick Mahan, Ben Reeves, Gu Xiong et Museum of Sichuan Fine Arts Institute, Shifting space : Patrick Mahan, Ben Reeves, Gu Xiong, Museum of Sichuan Fine Arts Institute, 2005
- Viet Le, Alice Ming Wai Jim et Linda Thinh Võ, Charlie don't surf! : 4 Vietnamese American artists, Vancouver, Centre A, 2005, 105 p. (ISBN 978-0-9732711-1-9)

## Distinctions
- 2014 : Distinguished Teaching Award de la Faculté des arts de l'Université Concordia[4]
- 2015 : Prix Artexte de la recherche en art contemporain[5]
- 2019 : La Société royale du Canada [6]